# Lița
Lița – wieś w Rumunii, w okręgu Teleorman, w gminie Lița. W 2011 roku liczyła 2687 mieszkańców.